# Монтепељи (Ђенова)
Монтепељи је насеље у Италији у округу Ђенова, региону Лигурија.
Према процени из 2011. у насељу је живело 101 становника. Насеље се налази на надморској висини од 341 м.